# چلدران
چلدران (به ارمنی: Չլդրան) یکی از روستاهای جمهوری آرتساخ است که در استان مارتاکرت  است. چلدران ۴۶۴ نفر جمعیت دارد.